# Dorcateri
Els dorcateris (Dorcatherium) són un gènere extint de mamífers artiodàctils de la família dels tragúlids que visqueren al Vell Món durant el Miocè. Se n'han trobat restes fòssils a Alemanya, l'Aràbia Saudita, Àustria, Bòsnia i Hercegovina, Bulgària, Eslovàquia, Espanya, França, Grècia, Hongria, l'Índia, Kenya, Namíbia, el Nepal, el Pakistan, Polònia, Portugal, Romania, Sèrbia, Suïssa, Tailàndia, Turquia, Uganda, el Vietnam i la Xina. A Catalunya hi visqueren quatre espècies d'aquest grup, entre les quals destaquen D. crassum i D. naui, de mida similar, però amb diferències en les dents i els ossos de les mans.